# Val Roquet
Pour un article plus général, voir Réseau hydrographique d'Eure-et-Loir.
Le Val Roquet est un petit cours d'eau du département français d'Eure-et-Loir, affluent de l'Huisne, sous-affluent du fleuve la Loire par l'Huisne, la Sarthe et la Maine. Le cours d'eau a donné son nom à la rue du Val Roquet à Nogent-le-Rotrou.

## Communes traversées
Sa source est située sur la commune de Champrond-en-Perchet, près du lieu-dit "Le Grand Champrond". Il se jette dans l'Huisne à proximité du complexe aquatique Aquaval sur la commune de Nogent-le-Rotrou.
De sa source à sa confluence, le Val Roquet parcourt 5,3 km et traverse d'est en ouest et d'amont en aval, les trois communes suivantes : Champrond-en-Perchet, Arcisses (Margon) et Nogent-le-Rotrou.

## Affluent
Le Val Roquet n'a qu'un seul affluent qui est le canal d'Arcisses, rue de Ruet, à Nogent-le-Rotrou. La partie du ruisseau entre ce point d'affluence et le point de confluence du Val Roquet est parfois appelée "ruisseau des Viennes", car elle longe la rue des Viennes.